# Casa Strauss
A Casa Strauss é uma casa histórica, da época da imigração italiana no Brasil, construída em 1894, por Pietro de Cesário Strauss, imigrante italiano, para ser residência da Família Strauss. Localizada na cidade de Pedras Grandes, no estado de Santa Catarina. A Casa Strauss é um patrimônio histórico, tombado pela Fundação Catarinense de Cultura (FCC), na data de 21 de dezembro de 1998, sob o processo de nº 092/98.
Atualmente a Casa Strauss é uma vinícola de vinhos coloniais, com plantação de uva Goethe e funciona uma cantina em um anexo da casa.

## Arquitetura
A casa foi construída com técnicas italianas da época. Possui um pavimento e sótão. As paredes, internas e externas, construídas em alvenaria de pedra de granito aparente, esculpidas em formato retangular com ponteiro. O telhado é de duas águas com telhas capa-canal e com cornijas em tijolo maciço.